# Cooperativa Terra Chã

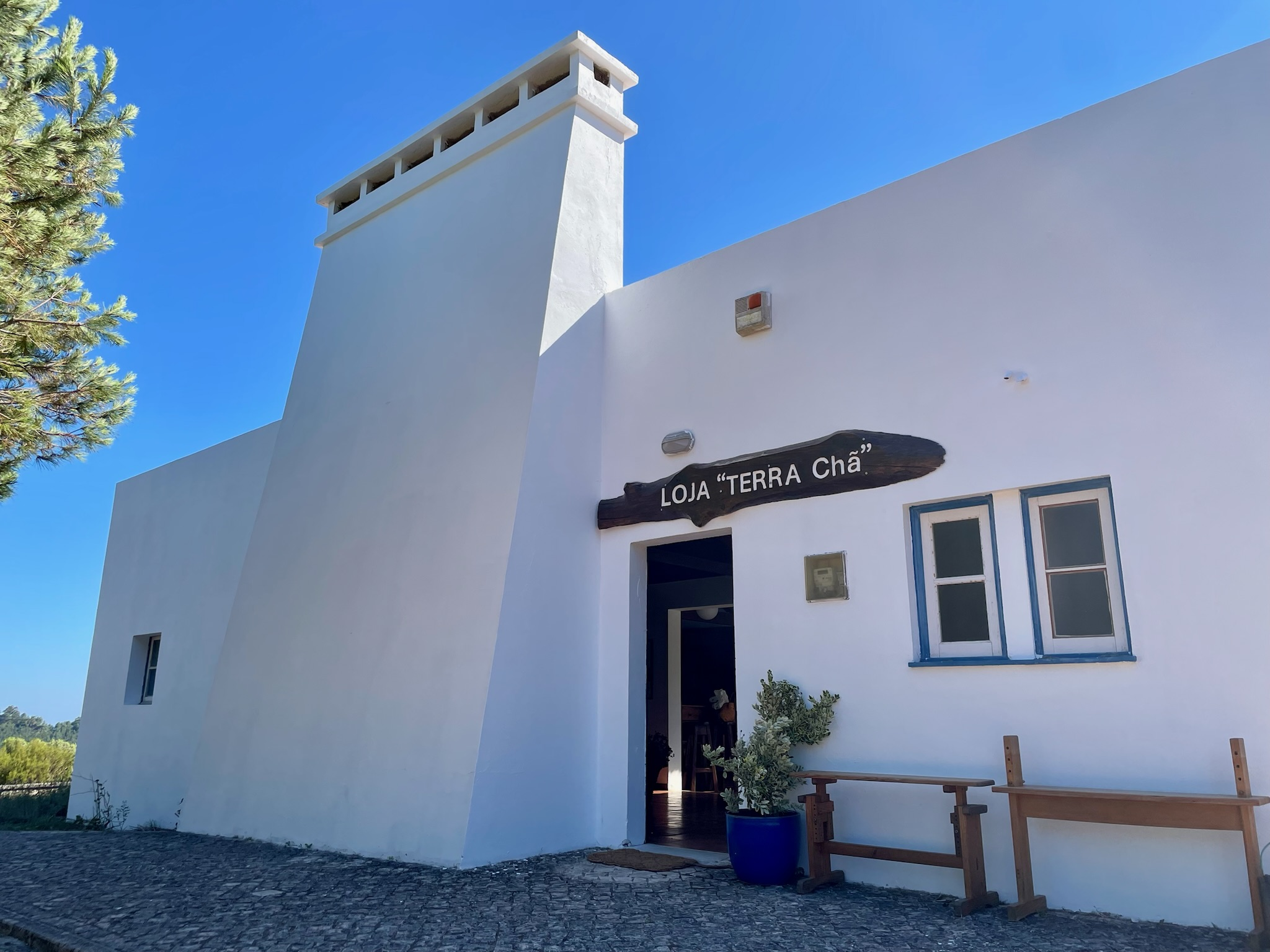
Edifício local, com uma loja de produtos regionais.

A aldeia de Chãos, situada no coração da Serra dos Candeeiros, freguesia de Alcobertas é palco de um projeto singular que alia tradição, natureza e inovação: a Cooperativa Terra Chã. Fundada em 2001, a iniciativa nasceu do impulso do Rancho Folclórico de Chãos e dos habitantes locais, com o objetivo de preservar o património cultural da aldeia e promover o desenvolvimento sustentável da região.
A Cooperativa Terra Chã é um exemplo vivo de como a união comunitária pode transformar uma aldeia. Desde a fundação do Rancho Folclórico em 1984, os habitantes de Chãos começaram a trabalhar para valorizar as suas tradições e partilhá-las com o mundo. Em 2001, a cooperativa foi criada para gerir o espaço cultural da aldeia e expandir as atividades. Desde então, várias iniciativas foram realizadas, como a abertura de um restaurante, a construção de um estábulo comunitário e a criação de uma central meleira para a produção de mel.
Para os visitantes, participar nas atividades organizadas pela cooperativa é uma oportunidade de vivenciar a autêntica hospitalidade de uma aldeia dentro do Parque Natural da Serra de Aire e Candeeiros. A atividade pastor por uma manhã ou por um dia passa pelos visitantes poderem acompanhar a rotina dos pastores locais, explorando os trilhos da serra e a aprenderem sobre a relação entre o pastor e a conservação ambiental. A atividade Coisas da Terra mostra um programa educativo sazonal que inclui atividades como a apicultura, tecelagem, agricultura, e visitas a locais históricos, como o Dólmen de Alcobertas e os Potes Mouros. Por fim, a cooperativa organiza o percurso até à Gruta de Alcobertas, uma caminhada pela serra com paragens para admirar a paisagem e a flora autóctone, culminando numa visita à icónica gruta.
Um dos projetos mais emblemáticos da cooperativa é o Rebanho Comunitário de cabras Serranas Ribatejanas, criado em 2008. Este projeto demonstra como a pastorícia tradicional pode ser uma ferramenta eficaz na preservação da biodiversidade e na prevenção de incêndios florestais. As cabras alimentam-se de arbustos e plantas aromáticas, o que contribui para a manutenção dos habitats naturais e para a criação de faixas de proteção contra os incêndios, tal como ajudar na estabilização da Gralha-de-bico-vermelho, espécie em extinção em Portugal.

[[Categoria:Portugal]]

## Referências

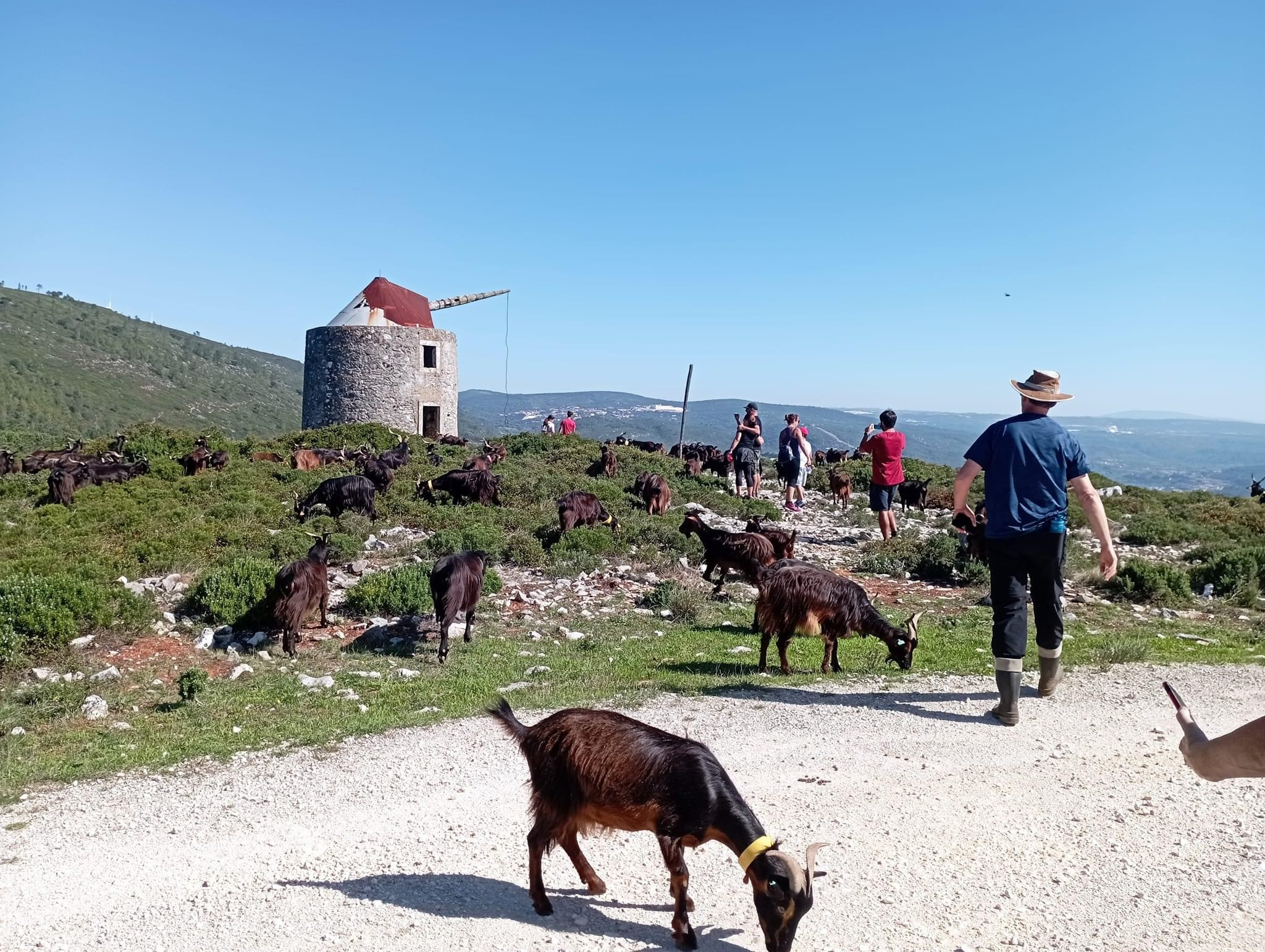